# Parteivorsitzender
Parteivorsitzender (in der Schweiz Parteipräsident, bei bürgerlichen Parteien in Österreich auch Parteiobmann bzw. Parteiobfrau), bei Parteien, in denen er eher als primus inter pares auftritt, auch Parteisprecher (vergl. Bundessprecher), ist der leitende Parteifunktionär, der als Vorsitzender eine politische Partei nach außen repräsentiert und faktisch oft auch führt. In der Fach- und auch Alltagssprache wird die Bezeichnung Parteichef synonym oder als Oberbegriff verwendet. Er ist Mitglied des jeweiligen Parteivorstandes.

## Mögliche Parteiorganisationen

### Parteiorganisationen ohne (politisch relevanten) Vorsitzenden
Parteien benötigen nicht zwingend einen Parteivorsitzenden. Insbesondere in Staaten mit Mehrheitswahlrecht haben sich die Parteien vielfach aus Zusammenschlüssen von Wahlorganisationen auf Wahlkreisebene gebildet. Im jeweiligen Wahlkreis formierte sich vor der jeweiligen Wahl ein Unterstützerkreis des lokalen Kandidaten. Gleichgesinnte Abgeordnete schlossen sich zu Fraktionen zusammen. Eine eigene Parteiorganisation und damit Parteivorsitzende gab es zunächst nicht. Historische Beispiele für derartige Parteiorganisationen sind die Tories und Whigs im Vereinigten Königreich. Auch die ersten deutschen Parteien – z. B. die Nationalliberale Partei und die Deutsche Zentrumspartei – entstanden zunächst durch ihre Fraktionen. Ab den 1870er Jahren entwickelten sich allmählich Parteistrukturen, die von den Fraktionen unabhängig waren. Die Rolle des Parteichefs (wenn ein solcher überhaupt benannt wurde) blieb aber bis ins 20. Jahrhundert hinein überwiegend unbedeutend. Der jeweilige Fraktionsvorsitzende war der eigentliche Führer der Partei.
Dies ist nach wie vor so der Fall im Vereinigten Königreich und in den Vereinigten Staaten von Amerika. Zwar besitzen die Parteien dort formell Vorsitzende (Chairmen), doch diese haben hauptsächlich administrative Aufgaben und spielen politisch keine nennenswerte Rolle. Ihre Aufgaben entsprechen daher eher denen der „Geschäftsführer“ europäischer Parteien. Die politische Führung ist hingegen im UK dem Party Leader (entweder Premierminister oder Oppositionsführer), in den USA den Parteiführern im Senat und Repräsentantenhaus sowie, falls er der Partei angehört, dem Präsidenten überlassen. Allgemein spielen die Parteien in beiden Ländern als solche nur eine untergeordnete Rolle und sind hauptsächlich für die Organisation des Wahlkampfes (sowie in den USA des Nominierungsparteitags) zuständig.

### Parteiorganisationen mit einem (politisch relevanten) Vorsitzenden
Parteivorsitzende werden – meist zusammen mit ihren Stellvertretern – auf Parteitagen gewählt, im Regelfall für die maximal zulässige Wahlperiode von zwei Jahren. Die Parteichefs von größeren Parlamentsparteien haben häufig noch weitere hohe Funktionen in Personalunion, wie Regierungschef, Minister oder Fraktionsvorsitzender (in Österreich: Klubobmann). In der Schweiz sind solche Doppelfunktionen selten.
Viele Staaten haben ein Parteiengesetz, das den groben Rahmen für politische Parteien absteckt und oft auch die teilweise Finanzierung der Partei- und Bildungsarbeit (Parteiakademie etc.) durch öffentliche Gelder regelt. In diesem Fall gilt die Verantwortung des Parteichefs und des Finanzreferenten nicht nur parteiintern, sondern auch gegenüber dem Staat und seinem Strafrecht. Die parteiinterne Verantwortung ist durch die Sitzungen des Parteivorstands (bzw. des Präsidiums) und durch periodische Parteitage und die auf ihnen erfolgende „Entlastung“ gegeben. Für die innere Organisation der Partei und die regulären Kontakte zu den Mitgliedern ist jedoch nicht der Vorsitzende, sondern der Parteisekretär oder Generalsekretär zuständig.
Im Regelfall haben Parteichefs schon eine „Parteikarriere“ hinter sich, die sie für ein späteres hohes Parteiamt wie das des Vorsitzenden in Stellung bringt. Die Karriere beginnt vielfach als Studentenfunktionär oder in einer Funktion bei der Parteijugend, bei einer kirchlichen Organisation oder in einer Gewerkschaft.

#### Parteiorganisationen mit Doppelspitze in Deutschland
Aus Proporzgründen verfügen manche Parteien über zwei gleichberechtigte Parteivorsitzende, eine sogenannte Doppelspitze. In Deutschland wird dieses Prinzip von Bündnis 90/Die Grünen bereits seit der Parteigründung umgesetzt: Qua Satzung besteht eine Doppelspitze nach Geschlecht, in frühen Jahren der Partei waren auch die beiden konkurrierenden Parteiflügel Fundis und Realos an der Parteispitze abgebildet. Zeitweise amtierten dann bis zu drei gleichberechtigte Bundessprecher. Auch die Partei Die Linke verfügt seit 2010 über eine Doppelspitze, die nach Geschlecht und Herkunft aus Ost- und Westdeutschland zusammengesetzt ist. Die AfD und SPD haben ebenfalls eine Doppelspitze, welche verschiedene Parteiflügel repräsentieren.

## Parteivorsitzende von im Bundestag der Bundesrepublik Deutschland vertretenen Parteien
| Partei    | Vorsitzende                       |
| --------- | --------------------------------- |
| CDU       | Friedrich Merz                    |
| CSU       | Markus Söder                      |
| SPD       | Lars Klingbeil Bärbel Bas         |
| GRÜNE     | Felix Banaszak Franziska Brantner |
| DIE LINKE | Jan van Aken Ines Schwerdtner     |
| AfD       | Tino Chrupalla Alice Weidel       |

Die folgende Aufstellung beschränkt sich auf Parteien die im 21. Deutschen Bundestag und dort mindestens in Gruppenstärke vertreten sind.

### Christlich Demokratische Union Deutschlands (CDU)
| Parteivorsitz              | Amtszeit  | Öffentliche Ämter während der Zeit des Parteivorsitzes | Bemerkungen |
| -------------------------- | --------- | --- | --- |
| Konrad Adenauer            | 1950–1966 | Mitglied des Deutschen Bundestages (MdB), Bundeskanzler (bis 1963), Bundesminister des Auswärtigen (1951–1955) | Ehrenvorsitzender |
| Ludwig Erhard              | 1966–1967 | MdB, Bundeskanzler (bis 1966) | Ehrenvorsitzender |
| Kurt Georg Kiesinger       | 1967–1971 | MdB, Bundeskanzler (bis 1969) | Ehrenvorsitzender |
| Rainer Barzel              | 1971–1973 | MdB, Vorsitzender der CDU/CSU-Bundestagsfraktion (Oppositionsführer) | Erfolgloser Kanzlerkandidat von CDU und CSU bei der Bundestagswahl 1972 |
| Helmut Kohl                | 1973–1998 | Mitglied des Landtags Rheinland-Pfalz und Ministerpräsident von Rheinland-Pfalz (bis 1976), MdB (ab 1976), Vorsitzender der CDU/CSU-Bundestagsfraktion (Oppositionsführer) (1976–1982), Bundeskanzler (1982–1998) | Ehrenvorsitz ruhend ab 2000 |
| Wolfgang Schäuble          | 1998–2000 | MdB, Vorsitzender der CDU/CSU-Bundestagsfraktion (Oppositionsführer) | |
| Angela Merkel              | 2000–2018 | MdB, Vorsitzende der CDU/CSU-Bundestagsfraktion (Oppositionsführerin) (2002–2005), Bundeskanzlerin (ab 2005) | Merkel verzichtete auf einen angedachten Ehrenvorsitz. |
| Annegret Kramp-Karrenbauer | 2018–2021 | Bundesministerin der Verteidigung (ab 2019) | |
| Armin Laschet              | 2021–2022 | Ministerpräsident von Nordrhein-Westfalen (bis 2021), MdB (ab 2021) | Erfolgloser Kanzlerkandidat von CDU und CSU bei der Bundestagswahl 2021 |
| Friedrich Merz             | seit 2022 | MdB, Vorsitzender der CDU/CSU-Bundestagsfraktion (Oppositionsführer) (2022–2025), Bundeskanzler (ab 2025) | Merz wurde am 17. Dezember 2021 als erster Vorsitzender in einer Mitgliederbefragung bestimmt und wurde am 22. Januar 2022 auf dem CDU-Parteitag bestätigt. Kanzlerkandidat von CDU und CSU für die Bundestagswahl 2025. |

### Christlich-Soziale Union in Bayern (CSU)
| Parteivorsitz      | Amtszeit  | Öffentliche Ämter während der Zeit des Parteivorsitzes | Bemerkungen                                                                                |
| ------------------ | --------- | --- | ------------------------------------------------------------------------------------------ |
| Josef Müller       | 1946–1949 | Mitglied des Bayerischen Landtags (MdL), Staatsminister der Justiz und Stellvertreter des Bayerischen Ministerpräsidenten (ab 1947)                                                                                        |                                                                                            |
| Hans Ehard         | 1949–1955 | MdL, Bayerischer Ministerpräsident (bis 1954), Staatsminister der Finanzen (1950), Staatsminister für Verkehrsangelegenheiten, Post- und Telegraphenwesen (1951–1952), Präsident des Bayerischen Landtags (ab 1954)        |                                                                                            |
| Hanns Seidel       | 1955–1961 | MdL, Bayerischer Ministerpräsident (1957–1960) |                                                                                            |
| Franz Josef Strauß | 1961–1988 | MdB (bis 1978), Bundesminister der Verteidigung (bis 1963), Vorsitzender der CSU-Landesgruppe im Deutschen Bundestag (1963–1966), Bundesminister der Finanzen (1966–1969), MdL und Bayerischer Ministerpräsident (ab 1978) | Erfolgloser Kanzlerkandidat von CDU und CSU bei der Bundestagswahl 1980; im Amt verstorben |
| Theo Waigel        | 1988–1999 | MdB, Vorsitzender der CSU-Landesgruppe im Deutschen Bundestag (bis 1989), Bundesminister der Finanzen (1989–1998) | Ehrenvorsitzender                                                                          |
| Edmund Stoiber     | 1999–2007 | MdL, Bayerischer Ministerpräsident (1993–2007), MdB (2005) | Erfolgloser Kanzlerkandidat von CDU und CSU bei der Bundestagswahl 2002; Ehrenvorsitzender |
| Erwin Huber        | 2007–2008 | MdL, Staatsminister der Finanzen |                                                                                            |
| Horst Seehofer     | 2008–2019 | Bayerischer Ministerpräsident (2008–2018), MdL (2013–2018), Bundesminister des Innern, für Bau und Heimat (2018-2021) | Ehrenvorsitzender                                                                          |
| Markus Söder       | seit 2019 | MdL, Bayerischer Ministerpräsident (seit 2018) |                                                                                            |

### Sozialdemokratische Partei Deutschlands (SPD)
| Parteivorsitz          | Amtszeit  | Öffentliche Ämter während der Zeit des Parteivorsitzes | Bemerkungen |
| ---------------------- | --------- | --- | --- |
| Kurt Schumacher        | 1946–1952 | Vorsitzender des Zonenbeirats der Britischen Besatzungszone (1946), MdB und Vorsitzender der SPD-Fraktion im Deutschen Bundestag (Oppositionsführer) (ab 1949) | Erfolgloser Kanzlerkandidat der SPD bei der Bundestagswahl 1949; Erfolgloser Kandidat für das Amt des Bundespräsidenten (1949); im Amt verstorben |
| Erich Ollenhauer       | 1952–1963 | MdB und Vorsitzender der SPD-Fraktion im Deutschen Bundestag (Oppositionsführer) | Erfolgloser Kanzlerkandidat der SPD bei den Bundestagswahlen 1953 und 1957; im Amt verstorben |
| Willy Brandt           | 1964–1987 | Mitglied des Abgeordnetenhauses von Berlin und Regierender Bürgermeister von Berlin (bis 1966), Bundesminister des Auswärtigen und Stellvertreter des Bundeskanzlers (1966–1969), MdB (ab 1969), Bundeskanzler (1969–1974), Präsident der Sozialistischen Internationale (ab 1976) | Erfolgloser Kanzlerkandidat der SPD bei den Bundestagswahlen 1961 und 1965; Ehrenvorsitzender; Friedensnobelpreis 1971 |
| Hans-Jochen Vogel      | 1987–1991 | MdB und Vorsitzender der SPD-Fraktion im Deutschen Bundestag (Oppositionsführer) | Erfolgloser Kanzlerkandidat der SPD bei der Bundestagswahl 1983 |
| Björn Engholm          | 1991–1993 | Mitglied des Schleswig-Holsteinischen Landtags, Ministerpräsident von Schleswig-Holstein (bis 1993) | Designierter Kanzlerkandidat der SPD für die Bundestagswahl 1994; Rücktritt von allen Ämtern wegen der Schubladenaffäre |
| Rudolf Scharping       | 1993–1995 | Mitglied des Landtags Rheinland-Pfalz und Ministerpräsident von Rheinland-Pfalz (bis 1994), MdB und Vorsitzender der SPD-Fraktion im Deutschen Bundestag (Oppositionsführer) (ab 1994)                                                                                             | Erfolgloser Kanzlerkandidat der SPD bei der Bundestagswahl 1994 |
| Oskar Lafontaine       | 1995–1999 | Mitglied des Landtags des Saarlandes und Ministerpräsident des Saarlandes (bis 1998), MdB und Bundesminister der Finanzen (ab 1998) | 1999 Rücktritt von allen Ämtern wegen Differenzen innerhalb der Bundesregierung; später Vorsitzender der Partei Die Linke (2007–2010) |
| Gerhard Schröder       | 1999–2004 | MdB und Bundeskanzler | |
| Franz Müntefering      | 2004–2005 | MdB und Vorsitzender der SPD-Fraktion im Deutschen Bundestag | |
| Matthias Platzeck      | 2005–2006 | Mitglied des Landtags Brandenburg und Ministerpräsident von Brandenburg | |
| Kurt Beck              | 2006–2008 | Mitglied des Landtags Rheinland-Pfalz und Ministerpräsident von Rheinland-Pfalz | |
| Franz Müntefering      | 2008–2009 | MdB | |
| Sigmar Gabriel         | 2009–2017 | MdB, Bundesminister für Wirtschaft und Energie (2013–2017), Stellvertreter der Bundeskanzlerin, Bundesminister des Auswärtigen (ab 2017) | |
| Martin Schulz          | 2017–2018 | MdB (ab 2017) | Erfolgloser Kanzlerkandidat der SPD bei der Bundestagswahl 2017 |
| Andrea Nahles          | 2018–2019 | MdB und Vorsitzende der SPD-Fraktion im Deutschen Bundestag | Erste weibliche SPD-Parteivorsitzende. Am 3. Juni 2019 gab Nahles ihren Rücktritt bekannt. Seitdem wurde das Amt kommissarisch von Malu Dreyer, Manuela Schwesig (bis 10. September 2019) und Thorsten Schäfer-Gümbel (bis 1. Oktober 2019) ausgeübt. |
| Norbert Walter-Borjans | 2019–2021 | | |
| Saskia Esken           | 2019–2025 | MdB | |
| Lars Klingbeil         | seit 2021 | MdB, Bundesminister der Finanzen und Stellvertreter des Bundeskanzlers (seit 2025) | |
| Bärbel Bas             | seit 2025 | MdB, Bundesministerin für Arbeit und Soziales (seit 2025) | |

### Bündnis 90/Die Grünen
Am 14. Mai 1993 hervorgegangen aus einer Fusion der beiden Parteien Die Grünen (gegründet 1980) und Bündnis 90 (gegründet 1991). Die Vorsitzenden des Bündnis 90 sind nicht aufgeführt.
| Parteivorsitz           | Amtszeit  | Öffentliche Ämter während der Zeit des Parteivorsitzes | Bemerkungen                                             |
| ----------------------- | --------- | --- | ------------------------------------------------------- |
| Manon Maren-Grisebach   | 1982–1983 | |                                                         |
| Wilhelm Knabe           | 1982–1984 | |                                                         |
| Rainer Trampert         | 1982–1987 | |                                                         |
| Rebekka Schmidt         | 1983–1984 | |                                                         |
| Lukas Beckmann          | 1984–1987 | |                                                         |
| Jutta Ditfurth          | 1984–1988 | | Ab 1991 Mitglied der Ökologischen Linken                |
| Regina Michalik         | 1987–1988 | |                                                         |
| Christian Schmidt       | 1987–1988 | |                                                         |
| Ralf Fücks              | 1989–1990 | |                                                         |
| Ruth Hammerbacher       | 1989–1990 | |                                                         |
| Verena Krieger          | 1989–1990 | |                                                         |
| Renate Damus            | 1990–1991 | |                                                         |
| Heide Rühle             | 1990–1991 | |                                                         |
| Hans-Christian Ströbele | 1990–1991 | |                                                         |
| Ludger Volmer           | 1991–1994 | |                                                         |
| Christine Weiske        | 1991–1993 | |                                                         |
| Marianne Birthler       | 1993–1994 | |                                                         |
| Krista Sager            | 1994–1996 | |                                                         |
| Jürgen Trittin          | 1994–1998 | MdB (1994–2024) |                                                         |
| Gunda Röstel            | 1996–2000 | |                                                         |
| Antje Radcke            | 1998–2000 | |                                                         |
| Renate Künast           | 2000–2001 | MdB |                                                         |
| Fritz Kuhn              | 2000–2002 | |                                                         |
| Claudia Roth            | 2001–2002 | |                                                         |
| Angelika Beer           | 2002–2004 | | Ab 2009 Mitglied der Piratenpartei                      |
| Reinhard Bütikofer      | 2002–2008 | Mitglied des Europäischen Parlaments (2009–2024) | Vorsitzender der Europäischen Grünen Partei (2012–2019) |
| Claudia Roth            | 2004–2013 | MdB |                                                         |
| Cem Özdemir             | 2008–2018 | Mitglied des Europäischen Parlaments (bis 2009), MdB (ab 2013) |                                                         |
| Simone Peter            | 2013–2018 | |                                                         |
| Annalena Baerbock       | 2018–2022 | MdB, Bundesministerin des Auswärtigen (2021–2025) | Spitzenkandidatin bei der Bundestagswahl 2021           |
| Robert Habeck           | 2018–2022 | Minister für Energiewende, Landwirtschaft, Umwelt, Natur und Digitalisierung des Landes Schleswig-Holstein (bis 2018), MdB (ab 2021), Bundesminister für Wirtschaft und Klimaschutz und Stellvertreter des Bundeskanzlers (2021–2025) | Spitzenkandidat für die Bundestagswahl 2025             |
| Omid Nouripour          | 2022–2024 | MdB |                                                         |
| Ricarda Lang            | 2022–2024 | MdB |                                                         |
| Felix Banaszak          | seit 2024 | MdB |                                                         |
| Franziska Brantner      | seit 2024 | MdB, Parl.Staatssekretärin im Bundesministerium für Wirtschaft und Klimaschutz (2021–2025) |                                                         |

### Die Linke
Am 16. Juni 2007 hervorgegangen durch Beitritt der Vereinigung Arbeit & soziale Gerechtigkeit – Die Wahlalternative (WASG) zur Die Linkspartei.PDS; vorher bekannt unter den Namen: Partei des Demokratischen Sozialismus (PDS, 1990–2005), Sozialistische Einheitspartei Deutschlands – Partei des Demokratischen Sozialismus (SED-PDS, 1989–1990) und Sozialistische Einheitspartei Deutschlands (SED, 1946–1989). Aufgeführt sind nur die Parteivorsitzenden ab der Zeit der „Wende“ in der Deutschen Demokratischen Republik.
| Parteivorsitz          | Amtszeit  | Öffentliche Ämter während der Zeit des Parteivorsitzes | Bemerkungen                                                |
| ---------------------- | --------- | --- | ---------------------------------------------------------- |
| Gregor Gysi            | 1989–1993 | Mitglied der frei gewählten Volkskammer der DDR und Vorsitzender der PDS-Fraktion (1990), MdB und Vorsitzender der PDS-Gruppe im Deutschen Bundestag (ab 1990) |                                                            |
| Lothar Bisky           | 1993–2000 | Mitglied des Landtags Brandenburg und Vorsitzender der Fraktion PDS-LL (bzw. ab 1994 PDS) |                                                            |
| Gabriele Zimmer        | 2000–2003 | Mitglied des Thüringer Landtags |                                                            |
| Lothar Bisky           | 2003–2010 | Mitglied des Landtags Brandenburg (bis 2005), Vorsitzender der PDS-Fraktion (bis 2004), Vizepräsident des Landtags Brandenburg (2004–2005), MdB (2005–2009), Vorsitzender der Europäischen Linken (2007–2010), Mitglied des Europäischen Parlaments und Vorsitzender der Fraktion GUE-NGL (ab 2009) |                                                            |
| Oskar Lafontaine       | 2007–2010 | MdB (bis 2010), Vorsitzender der Fraktion Die Linke im Deutschen Bundestag (bis 2009), Mitglied des Landtags des Saarlandes und Vorsitzender der Fraktion Die Linke (ab 2009) | Ab 2024 Mitglied von BSW                                   |
| Gesine Lötzsch         | 2010–2012 | MdB |                                                            |
| Klaus Ernst            | 2010–2012 | MdB | Ab 2024 Mitglied von BSW                                   |
| Katja Kipping          | 2012–2021 | MdB |                                                            |
| Bernd Riexinger        | 2012–2021 | MdB ab 2017 | Spitzenkandidat zur Landtagswahl in Baden-Württemberg 2016 |
| Susanne Hennig-Wellsow | 2021–2022 | Mitglied des Thüringer Landtags, Vorsitzende der Thüringer Linksfraktion (bis 2021), MdB (ab 2021) |                                                            |
| Janine Wissler         | 2021–2024 | Mitglied des Hessischen Landtags, Vorsitzende der hessischen Linksfraktion (bis 2021), MdB (ab 2021) |                                                            |
| Martin Schirdewan      | 2022–2024 | Mitglied des Europäischen Parlaments, Vorsitzender der Fraktion GUE-NGL |                                                            |
| Jan van Aken           | seit 2024 | MdB (ab 2025) |                                                            |
| Ines Schwerdtner       | seit 2024 | MdB (ab 2025) |                                                            |

### Alternative für Deutschland (AfD)
Die AfD wurde 2013 gegründet und erstmals 2017 in den Deutschen Bundestag gewählt.
| Parteivorsitz     | Amtszeit  | Öffentliche Ämter während der Zeit des Parteivorsitzes | Bemerkungen                                                                         |
| ----------------- | --------- | --- | ----------------------------------------------------------------------------------- |
| Bernd Lucke       | 2013–2015 | Mitglied des Europäischen Parlaments (2014–2019) | Gründungsvorsitzender; Nach seiner Abwahl vom Parteivorsitz aus der AfD ausgetreten |
| Konrad Adam       | 2013–2015 | | Früher Mitglied der CDU                                                             |
| Frauke Petry      | 2013–2017 | Mitglied des Sächsischen Landtags und Vorsitzende der AfD-Fraktion (ab 2014)                                                                                    | Gründungsvorsitzende und amtierend aus der AfD ausgetreten                          |
| Jörg Meuthen      | 2015–2022 | Mitglied des Landtags von Baden-Württemberg und Vorsitzender der AfD-Fraktion bzw. der ABW-Fraktion (2016–2017), Mitglied des Europäischen Parlaments (ab 2017) | Amtierend aus der AfD ausgetreten                                                   |
| Alexander Gauland | 2017–2019 | MdB, Vorsitzender der AfD-Fraktion im Deutschen Bundestag und Oppositionsführer (2017–2021)                                                                     | 1973–2013 Mitglied der CDU; Mitgründer der Partei; Ehrenvorsitzender                |
| Tino Chrupalla    | seit 2019 | MdB, Vorsitzender der AfD-Fraktion im Deutschen Bundestag (ab 2021) und Oppositionsführer (ab 2025)                                                             |                                                                                     |
| Alice Weidel      | seit 2022 | MdB, Vorsitzende der AfD-Fraktion im Deutschen Bundestag (ab 2017), Oppositionsführerin (2017–2021, ab 2025)                                                    | Spitzenkandidatin für die Bundestagswahl 2025                                       |

### Ehemals im Bundestag vertretene Parteien
Die folgende Aufstellung beschränkt sich auf aktive Parteien die ehemalig im Deutschen Bundestag und dort mindestens in Gruppenstärke vertreten waren.

#### Freie Demokratische Partei (FDP)
Die FDP war von 1949 bis 2013 und von 2017 bis 2021 in Fraktionsstärke im Bundestag vertreten. Darüber hinaus war sie von 1949 bis 1956, 1961 bis 1966, 1969 bis 1998, 2009 bis 2013 und von 2021 bis 2024 als jeweils kleinerer Koalitionspartner an der Bundesregierung beteiligt. Gegenwärtig ist sie in Sachsen-Anhalt und Rheinland-Pfalz an der Landesregierung beteiligt.
| Parteivorsitz          | Amtszeit  | Öffentliche Ämter während der Zeit des Parteivorsitzes | Bemerkungen                                                                        |
| ---------------------- | --------- | --- | ---------------------------------------------------------------------------------- |
| Theodor Heuss          | 1948–1949 | Mitglied des Parlamentarischen Rates | Anschließend Bundespräsident (1949–1959)                                           |
| Franz Blücher          | 1949–1954 | MdB, Bundesminister für Angelegenheiten des Marshallplans (bis 1953), Bundesminister für wirtschaftliche Zusammenarbeit (ab 1953), Stellvertreter des Bundeskanzlers                                                                                                  | Ab 1956 Mitglied der FVP                                                           |
| Thomas Dehler          | 1954–1957 | MdB, Vorsitzender der FDP-Fraktion im Deutschen Bundestag |                                                                                    |
| Reinhold Maier         | 1957–1960 | MdB (bis 1959), Mitglied des Landtags von Baden-Württemberg | Ehrenvorsitzender; Einziger Ministerpräsident, neben Thomas Kemmerich, von der FDP |
| Erich Mende            | 1960–1968 | MdB, Vorsitzender der FDP-Fraktion im Deutschen Bundestag (bis 1963), Bundesminister für gesamtdeutsche Fragen und Stellvertreter des Bundeskanzlers (1963–1966) | Ab 1970 Mitglied der CDU                                                           |
| Walter Scheel          | 1968–1974 | MdB, Stellvertreter des Präsidenten des Deutschen Bundestages (bis 1969), Bundesminister des Auswärtigen und Stellvertreter des Bundeskanzlers (1969–1974), geschäftsführender Bundeskanzler (ab 1974)                                                                | Anschließend Bundespräsident (1974–1979); Ehrenvorsitzender                        |
| Hans-Dietrich Genscher | 1974–1985 | MdB, Bundesminister des Auswärtigen und Stellvertreter des Bundeskanzlers (mit zweiwöchiger Unterbrechung 1982) | Ehrenvorsitzender                                                                  |
| Martin Bangemann       | 1985–1988 | Bundesminister für Wirtschaft, MdB (ab 1987) |                                                                                    |
| Otto Graf Lambsdorff   | 1988–1993 | MdB | Ehrenvorsitzender                                                                  |
| Klaus Kinkel           | 1993–1995 | Bundesminister des Auswärtigen und Stellvertreter des Bundeskanzlers, MdB (ab 1994) |                                                                                    |
| Wolfgang Gerhardt      | 1995–2001 | MdB, Vorsitzender der FDP-Fraktion im Deutschen Bundestag (ab 1998) |                                                                                    |
| Guido Westerwelle      | 2001–2011 | MdB, Vorsitzender der FDP-Fraktion im Deutschen Bundestag (Oppositionsführer) (2006–2009), Bundesminister des Auswärtigen (2009–2013) und Stellvertreter der Bundeskanzlerin (2009–2011)                                                                              | Spitzenkandidat bei der Bundestagswahl 2002                                        |
| Philipp Rösler         | 2011–2013 | Bundesminister für Wirtschaft und Technologie und Stellvertreter der Bundeskanzlerin (2011–2013) |                                                                                    |
| Christian Lindner      | 2013–2025 | Mitglied des Landtags Nordrhein-Westfalen und Vorsitzender der FDP-Fraktion (bis 2017), MdB (2017–2025), Vorsitzender der FDP-Fraktion im Deutschen Bundestag (2017–2021), Bundesminister der Finanzen und Stellvertreter des Vizekanzlers (§ 22 GO BReg) (2021–2024) |                                                                                    |
| Christian Dürr         | seit 2025 | |                                                                                    |

#### Bündnis Sahra Wagenknecht – Vernunft und Gerechtigkeit (BSW)
Die Abspaltung der Partei Die Linke, das BSW, wurde im Januar 2024 von Bundestagsabgeordneten gegründet und war bis 2025 im Bundestag vertreten. Seit 2025 ist es an den Landesregierungen in Thüringen und Brandenburg beteiligt.
| Parteivorsitz     | Amtszeit  | Öffentliche Ämter während der Zeit des Parteivorsitzes                        | Bemerkungen                                                       |
| ----------------- | --------- | ----------------------------------------------------------------------------- | ----------------------------------------------------------------- |
| Sahra Wagenknecht | seit 2024 | MdB (bis 2025), Vorsitzende der Gruppe BSW im Deutschen Bundestag (2024–2025) | Gründungsvorsitzende und Namensgeberin, Früher Mitglied der Linke |
| Amira Mohamed Ali | seit 2024 | MdB (bis 2025)                                                                | Gründungsvorsitzende, Früher Mitglied der Linke                   |

## Parteiobleute von im Nationalrat der Republik Österreich vertretenen Parteien
In Österreich ist der Ausdruck Parteivorsitzender nur bei den Sozialistischen Parteien in Gebrauch: Der Parteichef der Sozialdemokratischen Partei Österreichs (SPÖ) heißt Bundesparteivorsitzender, ebenso der Vorsitzende der Kommunistischen Partei Österreichs (KPÖ). Die anderen Parteien bezeichnen den Inhaber der Spitzenfunktion als Parteiobmann oder Bundessprecher.
Die folgende Aufstellung beschränkt sich auf die österreichischen Parteien der zweiten Republik, die aktuell im Nationalrat vertreten sind.
| Partei | Vorsitzende           |
| ------ | --------------------- |
| ÖVP    | Christian Stocker     |
| SPÖ    | Andreas Babler        |
| FPÖ    | Herbert Kickl         |
| NEOS   | Beate Meinl-Reisinger |
| GRÜNE  | Werner Kogler         |

### Österreichische Volkspartei (ÖVP)
| Parteivorsitz         | Amtszeit  | Bemerkungen                                                                                         |
| --------------------- | --------- | --------------------------------------------------------------------------------------------------- |
| Leopold Kunschak      | 1945–1945 | |
| Leopold Figl          | 1945–1952 | Österreichischer Bundeskanzler (1945–1953)                                                          |
| Julius Raab           | 1952–1960 | Österreichischer Bundeskanzler (1953–1961)                                                          |
| Alfons Gorbach        | 1960–1963 | Österreichischer Bundeskanzler (1961–1964)                                                          |
| Josef Klaus           | 1963–1970 | Österreichischer Bundeskanzler (1964–1970)                                                          |
| Hermann Withalm       | 1970–1971 | |
| Karl Schleinzer       | 1971–1975 | |
| Josef Taus            | 1975–1979 | |
| Alois Mock            | 1979–1989 | |
| Josef Riegler         | 1989–1991 | |
| Erhard Busek          | 1991–1995 | |
| Wolfgang Schüssel     | 1995–2007 | Österreichischer Bundeskanzler (2000–2007)                                                          |
| Wilhelm Molterer      | 2007–2008 | |
| Josef Pröll           | 2008–2011 | |
| Michael Spindelegger  | 2011–2014 | |
| Reinhold Mitterlehner | 2014–2017 | |
| Sebastian Kurz        | 2017–2021 | Außenminister von Österreich (2013–2017), Österreichischer Bundeskanzler (2017–2019 und 2020–2021), |
| Karl Nehammer         | 2021–2025 | Österreichischer Bundeskanzler (2021–2025)                                                          |
| Christian Stocker     | seit 2025 | Österreichischer Bundeskanzler (ab 2025)                                                            |

### Sozialdemokratische Partei Österreichs (SPÖ)
| Parteivorsitz       | Amtszeit  | Bemerkungen                                                                                              |
| ------------------- | --------- | --- |
| Adolf Schärf        | 1945–1957 | |
| Bruno Pittermann    | 1957–1967 | |
| Bruno Kreisky       | 1967–1983 | Österreichischer Bundeskanzler (1970–1983)                                                               |
| Fred Sinowatz       | 1983–1988 | Österreichischer Bundeskanzler (1983–1986)                                                               |
| Franz Vranitzky     | 1988–1997 | Österreichischer Bundeskanzler (1986–1997)                                                               |
| Viktor Klima        | 1997–2000 | Österreichischer Bundeskanzler (1997–2000)                                                               |
| Alfred Gusenbauer   | 2000–2008 | Österreichischer Bundeskanzler (2007–2008)                                                               |
| Werner Faymann      | 2008–2016 | Österreichischer Bundeskanzler (2008–2016)                                                               |
| Christian Kern      | 2016–2018 | Österreichischer Bundeskanzler (2016–2017)                                                               |
| Pamela Rendi-Wagner | 2018–2023 | |
| Andreas Babler      | seit 2023 | Vizekanzler von Österreich und Bundesminister für Kunst, Kultur, öffentlichen Dienst und Sport (ab 2025) |

### Freiheitliche Partei Österreichs (FPÖ)
| Parteivorsitz           | Amtszeit  | Bemerkungen                                                                                   |
| ----------------------- | --------- | --------------------------------------------------------------------------------------------- |
| Anton Reinthaller       | 1956–1958 |                                                                                               |
| Friedrich Peter         | 1958–1978 |                                                                                               |
| Alexander Götz          | 1978–1980 |                                                                                               |
| Norbert Steger          | 1980–1986 |                                                                                               |
| Jörg Haider             | 1986–2000 |                                                                                               |
| Susanne Riess-Passer    | 2000–2002 |                                                                                               |
| Mathias Reichhold       | 2002      |                                                                                               |
| Herbert Haupt           | 2002–2004 |                                                                                               |
| Ursula Haubner          | 2004–2005 |                                                                                               |
| Hilmar Kabas            | 2005      |                                                                                               |
| Heinz-Christian Strache | 2005–2019 | Vizekanzler von Österreich (2017–2019), Rücktritt am 22.5.2019, Beteiligt an der Ibiza-Affäre |
| Norbert Hofer           | 2019–2021 |                                                                                               |
| Herbert Kickl           | seit 2021 |                                                                                               |

### NEOS – Das Neue Österreich und Liberales Forum (NEOS)
| Parteivorsitz         | Amtszeit  | Bemerkungen                                                                   |
| --------------------- | --------- | ----------------------------------------------------------------------------- |
| Matthias Strolz       | 2014–2018 |                                                                               |
| Beate Meinl-Reisinger | seit 2018 | Bundesministerin für europäische und internationale Angelegenheiten (ab 2025) |

### Die Grünen – Die Grüne Alternative
| Parteivorsitz            | Amtszeit  | Bemerkungen                                                                                                |
| ------------------------ | --------- | --- |
| Freda Meissner-Blau      | 1986–1988 | |
| Johannes Voggenhuber     | 1988–1992 | |
| Peter Pilz               | 1992–1994 | |
| Madeleine Petrovic       | 1994–1995 | |
| Christoph Chorherr       | 1995–1997 | |
| Alexander Van der Bellen | 1997–2008 | Österreichischer Bundespräsident (ab 2017)                                                                 |
| Eva Glawischnig          | 2008–2017 | |
| Ingrid Felipe            | 2017      | |
| Werner Kogler            | seit 2017 | Vizekanzler von Österreich und Bundesminister für Kunst, Kultur, öffentlichen Dienst und Sport (2020–2025) |

## Parteipräsidien von im Nationalrat der Schweizer Eidgenossenschaft vertretenen Parteien

### Schweizerische Volkspartei (SVP)
| Parteivorsitz   | Amtszeit  | Bemerkungen |
| --------------- | --------- | ----------- |
| Hans Conzett    | 1971–1976 |             |
| Fritz Hofmann   | 1976–1984 |             |
| Adolf Ogi       | 1984–1988 |             |
| Hans Uhlmann    | 1988–1995 |             |
| Ueli Maurer     | 1996–2008 |             |
| Toni Brunner    | 2008–2016 |             |
| Albert Rösti    | 2016–2020 |             |
| Marco Chiesa    | 2020–2024 |             |
| Marcel Dettling | seit 2024 |             |

### Sozialdemokratische Partei (SP)
| Parteivorsitz      | Amtszeit  | Bemerkungen    |
| ------------------ | --------- | -------------- |
| Christiane Brunner | 2000–2004 |                |
| Hans-Jürg Fehr     | 2004–2008 |                |
| Christian Levrat   | 2008–2020 |                |
| Cédric Wermuth     | seit 2020 | Co-Präsident   |
| Mattea Meyer       | seit 2020 | Co-Präsidentin |

### FDP.Die Liberalen (FDP)
| Parteivorsitz   | Amtszeit  | Bemerkungen |
| --------------- | --------- | ----------- |
| Fulvio Pelli    | 2009–2012 |             |
| Philipp Müller  | 2012–2016 |             |
| Petra Gössi     | 2016–2021 |             |
| Thierry Burkart | seit 2021 |             |

### Die Mitte
| Parteivorsitz   | Amtszeit  | Bemerkungen |
| --------------- | --------- | ----------- |
| Gerhard Pfister | 2021–2025 |             |
| Philipp Bregy   | seit 2025 |             |

### Grüne Partei der Schweiz (GPS)
| Parteivorsitz        | Amtszeit  | Bemerkungen                 |
| -------------------- | --------- | --------------------------- |
| Adèle Thorens Goumaz | 2012–2016 | als Co-Präsidentin          |
| Regula Rytz          | 2012–2020 | bis 2016 als Co-Präsidentin |
| Balthasar Glättli    | 2020–2024 |                             |
| Lisa Mazzone         | seit 2024 |                             |

### Grünliberale Partei (GLP)
| Parteivorsitz | Amtszeit  | Bemerkungen |
| ------------- | --------- | ----------- |
| Martin Bäumle | 2007–2017 |             |
| Jürg Grossen  | seit 2017 |             |

### Evangelische Volkspartei (EVP)
| Parteivorsitz | Amtszeit  | Bemerkungen |
| ------------- | --------- | ----------- |
| Lilian Studer | seit 2021 |             |

### Eidgenössisch-Demokratische Union (EDU)
| Parteivorsitz       | Amtszeit  | Bemerkungen |
| ------------------- | --------- | ----------- |
| Daniel Frischknecht | seit 2020 |             |

### Lega dei Ticinesi (Lega)
| Parteivorsitz      | Amtszeit  | Bemerkungen |
| ------------------ | --------- | ----------- |
| Antonella Bignasca | seit 2020 |             |

### Partei der Arbeit der Schweiz (PdA)
| Parteivorsitz     | Amtszeit  | Bemerkungen    |
| ----------------- | --------- | -------------- |
| Amanda Ioset      | seit 2021 | Co-Präsidentin |
| Alexander Eniline | seit 2021 | Co-Präsident   |

### solidaritéS (Sol)
| Parteivorsitz | Amtszeit | Bemerkungen |
| ------------- | -------- | ----------- |
| unbekannt     |          |             |